# Ermes Muccinelli
Ermes Muccinelli (Lugo di Romagna, 1927. július 28. – Savona, 1994. november 4.) válogatott olasz labdarúgó, csatár.

## Pályafutása

### Klubcsapatban
1945–46-ban a Biellese, 1946 és 1955 között a Juventus, 1955 és 1958 között a Lazio, 1958–59-ben ismét a Juventus, 1960–61-ben a Como labdarúgója volt. A Juventus csapatával két bajnoki címet és egy olaszkupagyőzelmet, a Lazióval egy olaszkupagyőzelmet ért el.

### A válogatottban
1950 és 1957 között 15 alkalommal szerepelt az olasz válogatottban és négy gólt szerzett. Részt vett az 1950-es brazíliai és az 1954-es svájci világbajnokságon.

## Sikerei, díjai
Juventus
- Olasz bajnokság (Serie A)
  - bajnok (2): 1949–50, 1951–52
- Olasz kupa (Coppa Italia)
  - győztes: 1959

 Lazio
- Olasz kupa (Coppa Italia)
  - győztes: 1958